# Центральная организация рабочих Швеции
Центральная организация рабочих Швеции (шведских трудящихся; швед. Sveriges Arbetares Centralorganisation, SAC — Syndikalisterna, САК) — синдикалистская профсоюзная федерация в Швеции. В отличие от прочих шведских профсоюзов, SAC объединяет людей из всех профессий и отраслей в единой федерации, включая также безработных, студентов и пенсионеров. SAC издаёт еженедельную газету Arbetaren («Рабочий») и литературу в своём издательском доме Federativs, а также управляет солидарным фондом на случай безработицы Sveriges Arbetares Arbetslöshetskassa (SAAK).

## Цели и организация

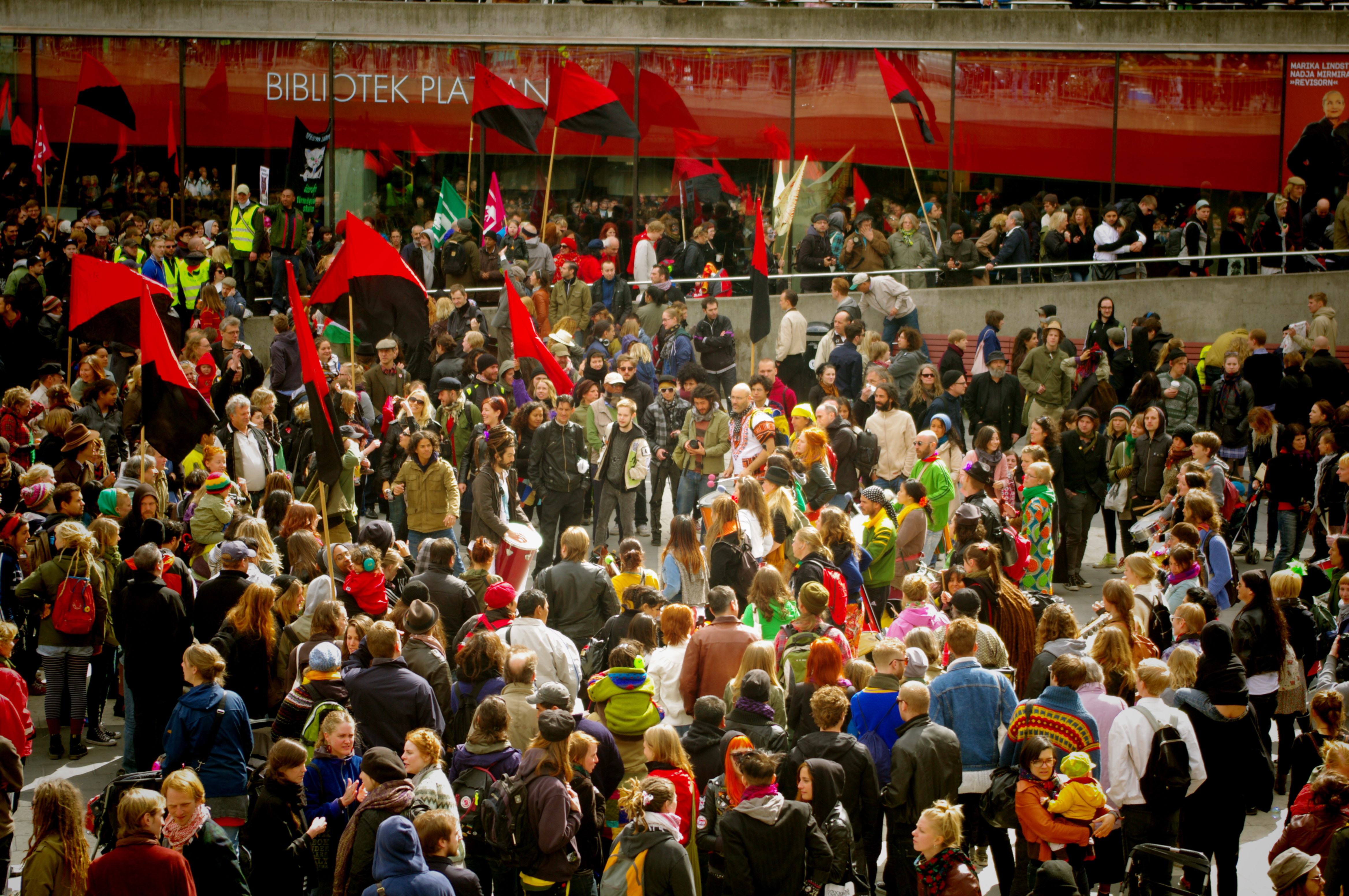
В организованной синдикалистами из SAC и SUF первомайской демонстрации в Стокгольме в 2011 году участвовали 4 тысячи человек.

Своей долгосрочной целью SAC по декларации 1975 года провозглашает реализацию либертарного социализма как общества без классов и иерархий, где средства производства «переходят во владение всех и управляются непосредственно трудящимися», а «партийно-политический парламентаризм» заменяется «подлинной демократией, включающей также экономическую, индустриальную и культурную сферу». 
В этой связи профсоюз требует ликвидации капитализма, наёмного рабства и сексизма. Таким образом, SAC является антисексистской и антимилитаристской организацией, которая в 1998 году также стала первым открыто феминистским профсоюзом в Швеции. Среди краткосрочных целей — повышение заработной платы и условий труда. 
В отличие от некоторых других синдикалистских профсоюзов, SAC не является сугубо анархистской организацией и может включать других левых; сотрудничает с другими либертарно-социалистическими организациями, такими как воссозданная в 1993 году Шведская анархо-синдикалистская федерация молодёжи (SUF), не входящая формально в SAC.
Традиционные опорные пункты SAC были в основном в лесной, горнодобывающей и строительной промышленности, и многократное сокращение занятых в этих сферах отрицательно сказалось на членстве в профцентре. Сегодня большинство членов профсоюза работают в государственном секторе, особенно в таких секторах, как железнодорожный и городской общественный транспорт, здравоохранение и образование, но также встречаются работники ресторанов, информационных технологий и логистики. SAC структурирован по двум параллельным принципам — по географическому и отраслевому.

## История

### Создание

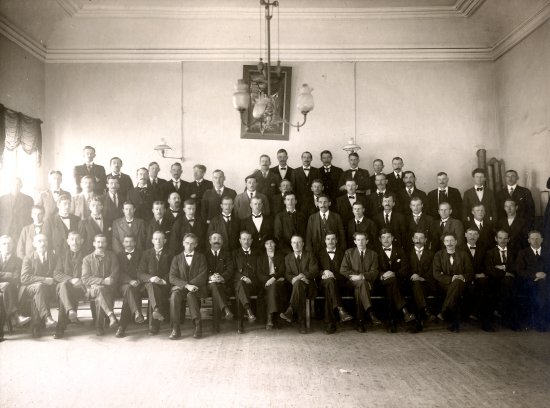
Делегаты конференции SAC в Эребру 25-26 октября 1917 года, принявшей решение о массовых действиях за 8-часовой рабочий день весной 1918 года.

Центральная организация шведских рабочих (SAC) была основана в 1910 году оппозиционными членами Центрального объединения профсоюзов Швеции (ЦОПШ, LO), контролируемого Социал-демократической рабочей партии Швеции, недовольными капитуляцией руководства профсоюзного объединения во время шведской всеобщей стачки 1909 года (тогда в Хельсингборге и ряде других мест появились профсоюзные группы, впервые называвшие себя «местными организациями Центральной организации шведских рабочих»). 
Инициаторами учредительного съезда 25-27 июня 1910 года выступили непримиримые представители лундского отделения Младосоциалистической партии, созданной на базе большинства Федерации социалистической молодежи (бывшего молодёжного крыла социал-демократической партии, порвавшего с ней в 1908 году) во главе с Хинке Бергегреном. Подпав под влияние революционного синдикализма французской Всеобщей конфедерации труда, они отстаивали антипарламентаризм, антимилитаризм, анархистский федерализм и всеобщую стачку как средство совершения социалистической революции.
Если на момент основания в профцентре насчитывалось всего 696 членов, то к 1914 году их число возросло до 4518 (в основном за счёт малоквалифицированных рабочих, например, каменщиков из Бохуслена), а к 1920 году — до 32299 человек. Росту численности способствовали участие SAC в рабочем восстании в Вестервике 16 апреля 1917 года, крупных забастовках шахтёров 1918 года и работников лесной промышленности в 1922—1923 годах.
Хотя представители SAC принимали участие в учредительном конгрессе Профинтерна в 1921 году, а в ряде местных синдикалистских организаций появились коммунистические ячейки, в 1922 году присоединение к Красному интернационалу профсоюзов было отвергнуто большинством в 3934 голоса против 176. В конце того года вновь созданная профсоюзная конфедерация также стала членом-основателем сугубо анархо-синдикалистского интернационала — Международной ассоциации трудящихся (МАТ).

### Пик влияния в 1920-1930-х
Уступая по численности своему сопернику ЦОПШ в 10 раз, шведский синдикалистский профцентр в 1920—1930-х тем не менее оставался на передовой классовой борьбы — например, в длиннейшем в истории страны (2 года и 3 месяца) трудовом конфликте на шахте Стрипа, приведшем к правительственному кризису и победе бастующих шахтёров. Для SAC это был пик влияния и массовости членства (37366 человек в 1924 году).
Переговоры о предложенном ЦОПШ возможном объединении в 1928—1929 годах закончились безрезультатно, поскольку члены SAC допускали его лишь на основе синдикалистской программы и проголосовали на своём съезде против.
На фоне мирового экономического кризиса SAC удавалось работать с безработными и привлекать к стачечным выступлениям рядовых рабочих — членов профсоюзов, входивших в ЦОПШ (как во время забастовки 1931 года, вызванной расстрелом полицией демонстрации рабочих в Одалене). Основанная в 1930 году Федерация синдикалистской молодёжи (SUF) вскоре объединяла 4 тысяч человек.
Однако успешная антикризисная политика социал-демократического правительства Пера Альбин Ханссона, заложившая основы шведской модели «социального государства», и значительные завоевания официального профсоюзного движения (тарифные соглашения ЦОПШ с предпринимателями автоматически распространялись и на прочих работающих, в том числе членов SAC) сделали синдикалистские профсоюзы с их радикальными методами менее привлекательными для трудящихся. Несмотря на воссоединение с существовавшим в 1928—1938 годах отколом, Синдикалистской рабочей федерацией с центром в Гётеборге, к 1939 году в SAC оставалось менее 28 тысяч человек.

### Международная деятельность
Выступая за солидарность с Испанской революцией и против фашизма, SAC во время Гражданской войны в Испании организовала первый в Швеции комитет помощи Испании, а из 500 шведов, сражавшихся на фронтах гражданской войны, около сотни были синдикалистами. После разгрома правыми диктатурами крупных анархо-синдикалистских рабочих объединений в Италии, Португалии, Аргентине (Аргентинская региональная рабочая федерация) и Испании (Национальная конфедерация труда) шведская секция оказалась крупнейшей в Международной ассоциации трудящихся, её штаб-квартира была перенесена в Стокгольм, а представитель SAC Йон Андерссон занимал пост генерального секретаря МАТ в 1939—1951 годах.

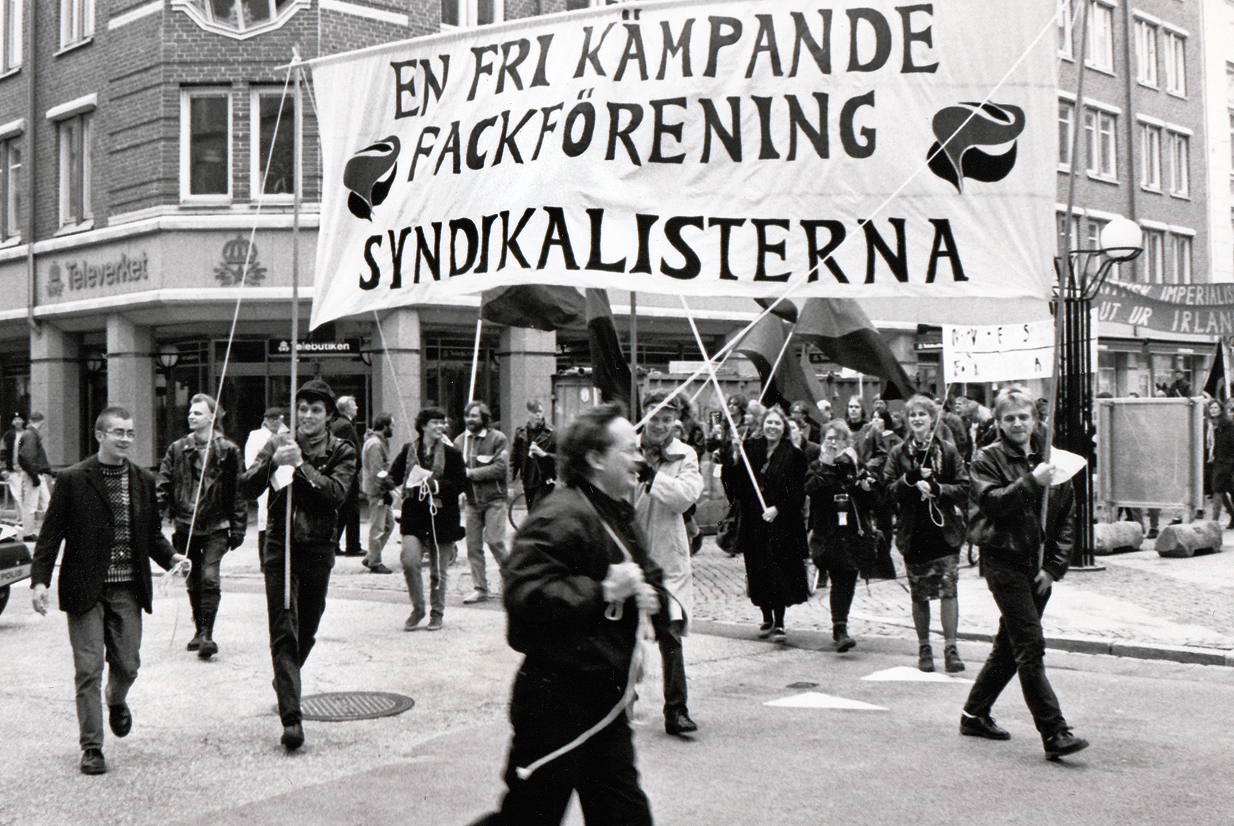
SAC на Первомае в Мальмё в 1991 году.

Однако после Второй мировой войны между SAC и её интернационалом нарастали трения: внутри самой секции «фундаменталисты» (сам секретарь Йон Андерссон, Рудольф Хольмё, писатели Стиг Дагерман и Фольке Фриделль) уступили приверженцам «новой ориентации» (включая немецкого эмигранта Гельмута Рюдигера), открытых к использованию некоторых аспектов социального государства, сотрудничеству с марксистскими левыми и участию в местных выборах. Когда в 1952 году на внутреннем референдуме большинство членов шведского синдикалистского профобъединения поддержали принятие новой декларации принципов, объявлявшей целью «индустриальную демократию», и создание поддерживаемых государством страховых касс по безработице под управлением SAC, МАТ расценил это как государственное сотрудничество и реформистский подход.
С 1956 года и далее SAC прекратил уплачивать членские взносы в МАТ, фактически покинув интернационал к 1958 году. Сегодня, в начале XXI века, SAC связан с Красно-чёрной координацией — международной сетью революционно-синдикалистских и анархо-синдикалистских профсоюзов.